# Національна асамблея Афганістану
Національна асамблея (пушту ملی شورا, трансліт. Milli Shura, дарі شورای ملی, трансліт. Shura-e Milli) — двопалатний представницький орган і носій законодавчої влади (парламент) Афганістану. Згідно з Конституцією Афганістану, прийняті закони не можуть суперечити принципам ісламу. 13 жовтня — день заснування Національної асамблеї є національним святом Афганістану.
Нова Резиденція уряду була побудована з допомогою Індії. Колишній король Афганістану Мухаммед Захір-шах заклав перший камінь нової будівлі парламенту 29 серпня 2005.
Афганський уряд планує відбудувати палац Дарул Аман і використовувати його для розміщення Національних зборів.

## Жінки у Національній асамблеї
Після того, як століттями жінки не брали участі в прийнятті рішень, вони вперше вийшли на політичну арену в 2001 році, після повалення режиму талібів. З введенням в 2002 надзвичайної Лойя джирги, десять відсотків з 1600 місць були зарезервовані для жінок. Тоді закладалася основа для участі афганських жінок у діяльності парламенту.
Нова конституція 2004 забезпечила місця для жінок і меншин в обох палатах парламенту. На парламентських виборах 2005, афганські жінки отримали 89 місць. В 2009 році вони отримали 67 місць (27,7%) у Домі народів та 22 місця (21,6%) в Домі старійшин. Цей показник вище середнього в світі (18,5%).

## Палати

### Мешрано Джирга
Мешрано Джирга (перс. مشرانوجرګه, Дім старійшин) — верхня палата. Складається з 102 депутатів, третина призначається президентом на п'ять років, решта — регіональними радами на чотири роки. Усі законодавчі ініціативи затверджуються обома палатами Національної асамблеї.
Половина депутатів, які призначаються Президентом, повинні бути жінками, двоє мають бути представників від інвалідів та двоє з народу кочі.
Палата старійшин, в першу чергу, має консультативну роль, а не роль виробника законів. Тим не менш, у нього є право вето у деяких випадках.

### Волес джирга
Волес джирга (лат. ولسي جرګه, Дім народу) — нижня палата. Складається з 250 депутатів, що обираються загальним прямим голосуванням строком на 5 років. Основні завдання: законотворчість, контроль за діяльністю виконавчої влади. Президент палати — Абдул Рауф Ібрагімі.
Конституція гарантує принаймні 64 місця для жінок. Кочі обирають 10 представників кочівники через єдиний загальнонаціональний виборчий округ.